# Johannes Antonius James Barge

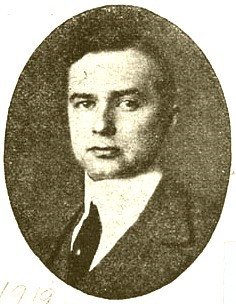
Johannes Antonius James Barge

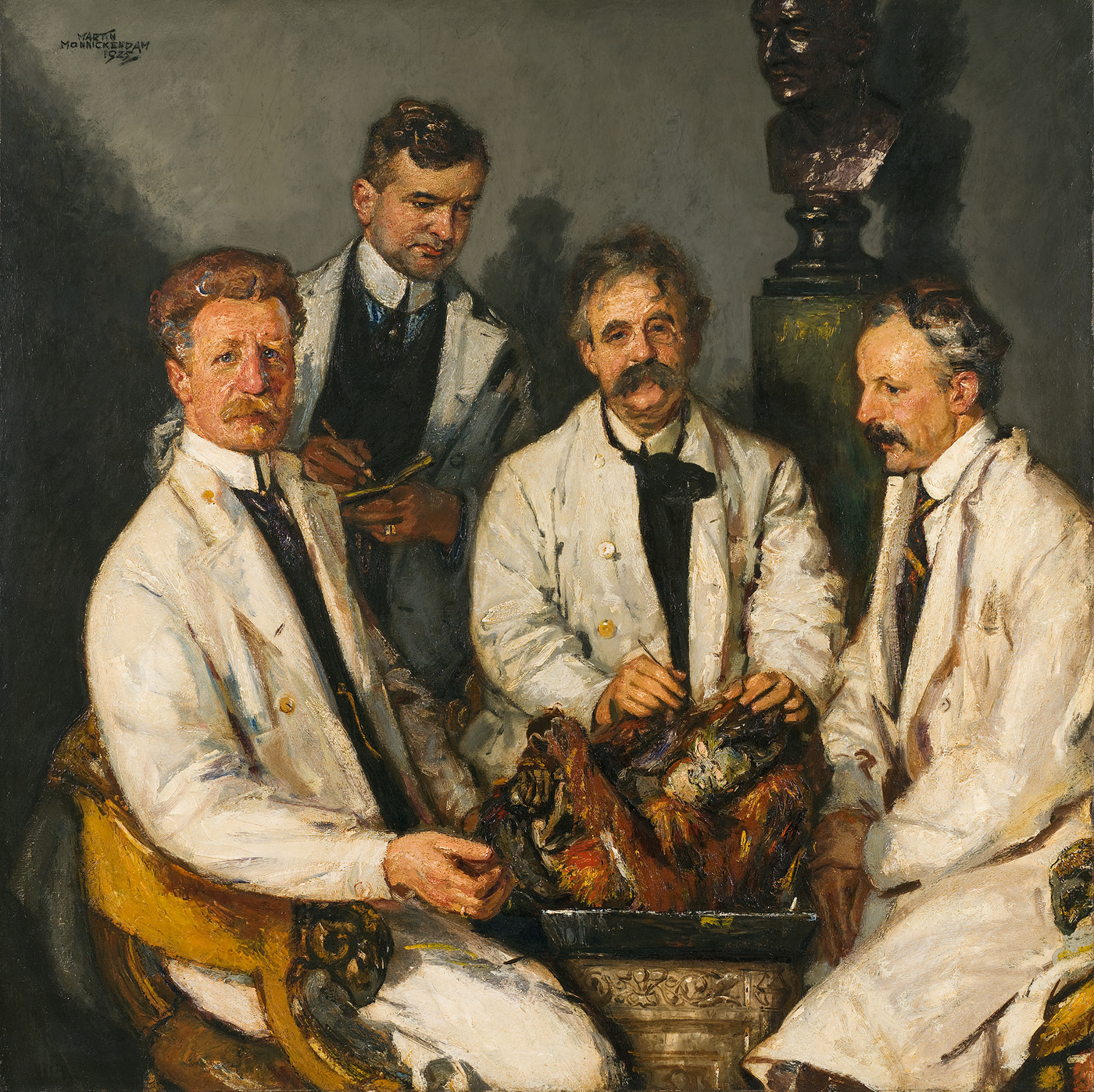
Anatomiestunde, Links sitzend Jan Boeke, Mitte Louis Bolk und rechts Arnoldus Johannes Petrus van den Broek. Links steht Johannes Antonius James Barge, Werk (1925) von Martin Monnickendam

Johannes Antonius James Barge auch: Ton Barge (* 27. Januar 1884 in Semarang; † 18. Februar 1952 in Leiden) war ein niederländischer Anatom.

## Leben

### Herkunft und Ausbildung
Johannes Antonius James wurde als Sohn des gleichnamigen Kaffeehändlers (* 27. Juni 1847 in Amsterdam; † 9. September 1921 ebd.) und dessen Frau Susanna Margaretha Roselje (* 20. August 1849 in Amsterdam; † 21. Februar 1928 ebd.) geboren. Er hatte seine Jugend in Hilversum und Amsterdam zugebracht. Barge besuchte das Gymnasium in Katwijk, bezog 1901 die Universität von Amsterdam und wurde dort Mitglied der katholischen Studentenvereinigung Sanctus Thomas Aquinas. Am 19. Mai 1909 bestand er sein Arztexamen, arbeitete danach als Assistent am Amsterdamer anatomischen Laboratorium bei Louis Bolk und promovierte dort am 1. Juli 1912 mit dem Thema Friesche en Marker schedels, bijdrage tot de kennis van de anthropologie der bevolking van Nederland (deutsch: Schädel aus Friesland und Marken, Beiträge zum Wissen der Anthropologie der Bevölkerung der Niederlande) zum Doktor der Medizin. 1913 stieg er zum Prosektor am anatomischen Labor auf und habilitierte sich 1916 als Privatdozent in Amsterdam.

### Professor der Anatomie in Leiden
Nachdem er eine Berufung als Professor an die belgische Universität Gent abgelehnt hatte, wurde er am 24. Januar 1919 auf die Professur der Anatomie und Embryologie an die Universität Leiden berufen. Diese Aufgabe übernahm er am 17. Mai 1919 mit der Einführungsrede Vorm en Functie (deutsch: Form und Funktion). In wissenschaftlichen Zeitschriften widmete er sich Themen wie dem kraniozervikalen Übergang mit den Kopfgelenken, dem Herzbeutel und der Lippen-Kiefer-Gaumenspalte. Zudem publizierte er Arbeiten zur Anthropologie, der vergleichenden Anatomie, der theoretischen Biologie und der Geschichte der Anatomie. Im Akademiejahr 1937/38 war er Rektor der Alma Mater und hielt am 8. Februar 1938 die Rektoratsrede Praeformatie en Epigenese (deutsch: Präformation und Epigenese). Barge hatte bereits am 26. November 1940, gemeinsam mit Rudolph Cleveringa, nach der Entlassung von verschiedenen jüdischen Kollegen in Leiden, wie zum Beispiel Eduard Meijers und Martin David, einen öffentlichen Vortrag über den Unsinn der Rassenlehre der Nationalsozialisten gehalten. Dabei machte er wissenschaftlich deutlich, dass kein Unterschied zwischen der jüdischen und der deutschen Rasse bestand. Der Vortrag sorgte für Aufsehen unter den Medizinstudenten, welche sich schließlich entschlossen, sich dem Streik der Jurastudenten anzuschließen, welcher wegen der Entlassung der jüdischen Mitarbeiter ausgebrochen war. Der Vortrag wurde von den deutschen Besetzern nicht bemerkt. Nachdem er am 30. Mai 1942 seine Professur niedergelegt hatte, wurde er achtzehn Monate nach seinem Protestvortrag allerdings festgenommen und in Sint-Michielsgestel interniert. Nachdem die Leidener Hochschule 1943 bis 1945 von den deutschen Besatzern der Niederlande geschlossen worden war, nahm Barge am 4. September 1945 sein Lehramt wieder auf.

### Politik, Literatur & Wissenschaft
Auch engagierte sich Barge in der Roomsch-Katholieke Staatspartij (RKSP). Er war vom 21. September 1937 bis zum 20. Oktober 1949 Mitglied der ersten Kammer der Generalstaaten, mit Unterbrechung während der deutschen Besetzung der Niederlande von 1940 bis 1945. Man ernannte Barge zum Ritter des Ordens vom niederländischen Löwen und er wurde Offizier des belgischen Kronenordens. 1924 wurde er Mitglied der Gesellschaft der niederländischen Literatur in Leiden, war Mitglied der Genootschap van Natur- en Geneeskunst (deutsch: Gesellschaft für Naturkunde und Medizin) in Amsterdam, Mitglied der Provinciaal Utrechts Genootschap van Kunsten en Wetenschappen (deutsch: provinzielle Utrechter Gesellschaft für Künste und Wissenschaften), er war stellvertretender Vorsitzender des Nederlands Natuurkundig Bureau voor Anthropologie (deutsch: niederländisches naturwissenschaftliches Büro für Anthropologie) und Vorsitzender der Vereniging tot bevordering der wetenschappen onder de katholieken in Nederland (deutsch: Förderverein der Wissenschaften unter den Katholiken in den Niederlanden). Am 27. Januar 1949 wurde er per königlichem Beschluss emeritiert und wurde im gleichen Jahr Mitglied der Katholieke Volkspartij, der Nachfolgepartei der RKSP.

## Familie
Barge heiratete am 1. Juli 1919 in Bussum Thérèse Marie Antoinette Dreesmann (* 12. Mai 1893 in Amsterdam; † 13. Oktober 1991 in Wassenaar), der Tochter des Anton Caspar Rudolph Dreesmann (* 9. September 1854 in Haselünne/Deutschland; † 15. November 1934 in Bussum) und dessen Frau Helena Aleida Antoinette Tombrock (* 22. April 1860 in Franeker; † 21. September 1928 in Bussum). Aus der Ehe stammen zwei Söhne und zwei Töchter:
- Susanne Hèléne Therese Marie Barge (* 12. Juli 1920 in Leiden), verheiratet mit Gerard Petrus Kortenhorst (* 17. Juni 1918 in Arnhem; † 21. Dezember 1992 in Bronkhorst)
- James Barge (* 1922 in Leiden; † 1. September 1972 in Wassenaar), verheiratet am 15. April 1952 in Eindhoven mit Marie Anne van der Putt
- Hélène M. Th. Barge (* 11. Februar 1924 in Leiden), verheiratet am 14. Juli 1949 in Leiden mit Prof. Dr. Jan Nauta (* 11. April 1922 in Rotterdam; † 11. Mai 2013 in Leiden)
- Frederic Alexander Robert Barge (* 15. Januar 1927 in Leiden; † 17. Mai 2012 in Brasschaat), verheiratet am 12. Mai 1955 in Amsterdam mit Apollonia (Lonie) Christ'l G. M. Dreesmann

## Werke (Auswahl)
- Probleme im Kranio-Vertebralgebiet. Amsterdam, 1918
- Handleiding der practische ontleedkunde. Haarlem, 1918, 1921, 1931, 1947
- Leerboek der beschrijvende ontleedkunde van den mensch. Utrecht, 1922–1926, 5. Bde. (mit A. J. P. Broek); 2. Aufl. Utrecht 1927; 3. Aufl. Utrecht 1931; 4. Aufl. Utrecht 1935–1940; 5. Aufl. Utrecht 1942–1944; 6. Aufl. 1947–1949
- Atlas van de geschiedenis der geneeskunde. Amsterdam, 1925
- Het geneeskundig onderwijs aan de Leidsche universiteit in de 18e eeuw. Leiden, 1934
- De oudste inventaris der oudste academische anatomie in Nederland. Leiden, 1934
- Wat is het leven? Leiden, 1935
- Paracelsus en Hahnemann. Een renaissance der geneeskunst. Leiden, 1937
- De rassen der menschheid. Wording, strijd en toekomst. Amsterdam, 1938
- Het mysterie van ons bestaan. Zes verhandelingen over het probleem van leven en dood. Zeist, 1938
- Reinier de Graaf 1641–1941. Amsterdam, 1942
- Ter gedachtenis aan Johan Huizinga. [Leiden], 1946
- Van wetenschap tot gezelschapsspel. Een episode uit de geschiedenis der functielocalisatie in de hersenen. Leiden, 1951